# Jiří Zedníček
Jiří Zedníček (né le 14 février 1945) est un ancien joueur tchécoslovaque de basket-ball.

## Carrière
Né d'une famille de sportifs, Jiří pratique l'athlétisme, le ski, le basket-ball et le tennis pendant son enfance. Au lycée, il rejoint l'équipe de basket-ball Slavia de Prague. Par la suite, il joue un match contre Praha, ce qui lui permet de se qualifier dans équipe nationale tchécoslovaque. Il participe aux Jeux Olympiques de Munich en 1972, où il assiste à la prise d'otages.

## Palmarès
Jiří Zedníček a remporté plusieurs récompenses lors de compétitions de basketball :
- Médaille d'argent au championnat d'Europe de basket-ball 1967.
- Médaille de bronze au championnat d'Europe de basket-ball 1969.
- MVP du championnat d'Europe de basket-ball 1967.